# 多带黄皮坚螺
多带黄皮坚螺（学名：Camaena xanthoderma polyzona）是中国的特有物种。

## 分佈
本物種分佈於中國大陸的广东、海南、广西及香港、澳门等地，生活环境为陆地，常见于山区、丘陵树林地带的灌木草丛中、石块腐木下以及石缝洞穴中。